# 1931
- Wikisource

| Calendário gregoriano                                                        | 1931 MCMXXXI                         |
| Ab urbe condita                                                              | 2684                                 |
| Calendário arménio                                                           | 1380 – 1381                          |
| Calendário bahá'í                                                            | 87 – 88                              |
| Calendário budista                                                           | 2475                                 |
| Calendário chinês                                                            | 4627 – 4628 Início a 17 de fevereiro |
| Calendário copta                                                             | 1647 – 1648                          |
| Calendário etíope                                                            | 1923 – 1924                          |
| Calendários hindus - Vikram Samvat - Calendário nacional indiano - Cáli Iuga | 1986 – 1987 1852 – 1853 5031 – 5032  |
| Calendário Holoceno                                                          | 11931                                |
| Calendário islâmico                                                          | 1350 – 1351                          |
| Calendário judaico                                                           | 5691 – 5692 Início a 12 de setembro  |
| Calendário persa                                                             | 1309 – 1310 Início a 22 de março     |
| Calendário rúnico                                                            | 2181                                 |
| Calendário solar tailandês                                                   | 2474                                 |

1931 (MCMXXXI, na numeração romana)  foi um ano comum do século XX do actual Calendário Gregoriano, da Era de Cristo, e a sua letra dominical foi D (53 semanas), teve início a uma quinta-feira e terminou também a uma quinta-feira. Segundo o horóscopo chinês, foi o ano da Cabra, começando a 17 de fevereiro.
| Ano completo                        |
| ----------------------------------- |
| Ano comum com início à quinta-feira |

## Eventos
- Juan Bautista Aznar-Cabañas substitui Dámaso Berenguer y Fusté como presidente do governo de Espanha.
- Porsche é fundada na Alemanha pelo Ferdinand Porsche.
- Niceto Alcalá-Zamora y Torres substitui Juan Bautista Aznar-Cabañas como presidente do governo de Espanha e o Rei Afonso XIII como Chefe de Estado.
- Manuel Azaña Díaz substitui Niceto Alcalá-Zamora y Torres como presidente do governo de Espanha e também como Chefe de Estado.
- Niceto Alcalá Zamora y Torres substitui Manuel Azaña Díaz como Chefe de Estado de Espanha. Primeiro encontro de Francisco Cândido Xavier, mais conhecido como Chico Xavier, com o guia espiritual Emmanuel, em 23 de dezembro, na cidade de Pedro Leopoldo MG em um açude de um pequeno córrego. Chico Xavier fala com espírito Emmanuel pela primeira vez nesse encarnação.

## Nascimentos
- 1 de janeiro - Gianuário Carta, político italiano e ministro da Democracia Cristã (m. 2017).
- 18 de janeiro - Chun Doo-hwan, presidente da Coreia do Sul de 1980 a 1988. (m. 2021).
- 25 de janeiro - Dean Jones, ator norte-americano (m. 2015).
- 1 de fevereiro - Iajuddin Ahmed, presidente do Bangladesh de 2002 a 2009 (m. 2012).
- 8 de fevereiro - James Dean, ator norte-americano (m. 1955).
- 4 de fevereiro - María Estela Martínez de Perón, presidente da Argentina de 1974 a 1976.
- 2 de março - Mikhail Gorbachev, político, ex-presidente da União Soviética (m. 2022).
- 18 de março - Chalong Pakdeevijit, diretor de cinema e televisão, produtor, diretor de fotografia e dublador tailandês (m. 2024).
- 13 de maio - Jim Jones, líder religioso norte-americano (m. 1978).
- 20 de maio - George Vasiliou, presidente de Chipre de 1988 a 1993.
- 3 de junho - Raúl Castro, Vice-presidente do Conselho de Estado da República de Cuba de 1976 a 2008 e Presidente do Conselho de Estado da República de Cuba de 2008 a 2018.
- 17 de junho - Juan Pereda Asbún, presidente da Bolívia em 1978 (m. 2012).
- 18 de junho - Fernando Henrique Cardoso, político e ex-presidente brasileiro.
- 25 de junho - Jacqueline Scott, atriz americana (m. 2020).
- 1 de agosto - Pat Heywood, atriz escocesa (m. 2024).
- 2 de agosto - Luigi Arzuffi, pintor e escultor italiano (m. 1995).
- 9 de agosto - Zagallo, futebolista brasileiro (m. 2024)
- 13 de agosto - David Padilla Arancibia, presidente da Bolívia de 1978 a 1979 (m. 2016).
- 4 de setembro - Mitzi Gaynor, atriz americana (m. 2024).
- 17 de outubro - José Alencar Gomes da Silva, Fundador da Coteminas, ex-vice-presidente do Brasil (24º vice-presidente) (m. 2011).
- 21 de outubro - Vivian Pickles, atriz inglesa.
- 12 de novembro - Dick Clair, ator, produtor de televisão e roteirista norte-americano (m. 1988).
- 26 de Novembro - Adolfo Pérez Esquivel, Prêmio Nobel de Paz de 1980.

## Mortes
- 22 de junho - Clément Armand Fallières, presidente da França de 1906 a 1913 e primeiro-ministro em 1883 (n. 1841).
- 7 de setembro - Federico Tinoco Granados, presidente da Costa Rica de 1917 a 1919 (n. 1868).
- 27 de dezembro - José Figueroa Alcorta, presidente da Argentina de 1906 a 1910 (n. 1860).
- 18 de outubro - Thomas Alva Edison, inovador, cientista e empresário dos Estados Unidos (n. 1847).

## Prémio Nobel
- Química - Carl Bosch,[1] Friedrich Bergius.[1]
- Medicina - Otto Heinrich Warburg.[2]
- Literatura - Erik Axel Karlfeldt.[3]
- Paz - Jane Addams,[4] Nicholas Murray Butler.[4]
- Física - não atribuído.

## Epacta e idade da Lua
| Epacta gregoriana | 11 (XI) |
| Idade da Lua      | Letra l |

## Por tema
- 1931 na arte
- 1931 no Brasil
- 1931 no carnaval
- 1931 na ciência
- 1931 no cinema
- Desastres em 1931
- 1931 no desporto
- 1931 no jornalismo
- 1931 na literatura
- 1931 na música
- 1931 na política
- 1931 no teatro
- 1931 na televisão